# Tiro com arco nos Jogos Olímpicos de Verão de 2024 - Equipes mistas
A competição por equipes mistas do tiro com arco nos Jogos Olímpicos de Verão de 2024 foi disputada em 25 de julho e 2 de agosto de 2024 no Les Invalides, em Paris. Um total de 54 arqueiros de 27 Comitês Olímpicos Nacionais (CON) participaram do evento.

## Qualificação
Nenhuma cota de vaga foi alocada diretamente para o evento de equipes mistas. Em vez disso, a classificação para o evento foi feita nos próprios Jogos, durante as rodadas individuais de ranqueamento masculina e feminina. Cada CON com pelo menos um arqueiro em eventos individuais masculino e feminino poderiam se qualificar. A pontuação do melhor homem e da melhor mulher na fase de ranqueamento para cada um CON foi somado para dar a pontuação total da equipe mista; os 16 primeiros CONs se qualificaram para a fase eliminatória do evento.

## Formato
Tal como nos outros eventos de tiro com arco, as equipes mistas competem com arco recurvo e na distância e regras de 70 metros aprovadas pela World Archery. 16 equipes de 2 arqueiros (um homem e uma mulher) cada participam das fases eliminatórias. A competição começa com a fase de ranqueamento, na qual cada arqueiro atira 72 flechas (estas são as mesmas fases de ranqueamento usadas para a prova individual masculina e individual feminina). As pontuações combinadas são usadas para definir as equipes na chave de eliminação única (com apenas as 16 melhores equipes avançando). Cada partida consiste em quatro conjuntos de 4 flechas, duas por arqueiro. A equipe com maior pontuação no set – total das quatro flechas – recebe dois pontos de set; se as equipes estiverem empatadas, cada uma recebe um ponto de set. A primeira equipe com cinco pontos vence a partida. Se a partida estiver empatada em 4–4 após 4 sets, um desempate é usado com cada arqueiro da equipe atirando uma flecha; se a pontuação do set de desempate permanecer empatada, a flecha mais próxima do centro vence.

## Calendário
Horário local (UTC+2)
| Data                | Horário                      | Fase                                                                   |
| ------------------- | ---------------------------- | ---------------------------------------------------------------------- |
| 25 de julho de 2024 | 9:30 14:15                   | Fase de ranqueamento feminino Fase de ranqueamento masculino           |
| 2 de agosto de 2024 | 9:30 14:15 15:31 16:24 16:43 | Oitavas de final Quartas de final Semifinais Disputa pelo bronze Final |

## Medalhistas
| Ouro   | KOR Kim Woo-jin e Lim Si-hyeon       |
| Prata  | GER Florian Unruh e Michelle Kroppen |
| Bronze | USA Brady Ellison e Casey Kaufhold   |

## Recordes
Antes desta competição, os seguintes recordes eram estabelecidos:
| Fase de ranqueamento – 144 flechas | Fase de ranqueamento – 144 flechas | Fase de ranqueamento – 144 flechas | Fase de ranqueamento – 144 flechas | Fase de ranqueamento – 144 flechas |
| ---------------------------------- | ---------------------------------- | ---------------------------------- | ---------------------------------- | ---------------------------------- |
| Recorde mundial                    | Kang Chae-young Lee Woo-seok       | 1388                               | 's-Hertogenbosch                   | 10 de junho de 2019                |
| Recorde olímpico                   | An San Kim Je-deok                 | 1368                               | Tóquio                             | 23 de julho de 2021                |

## Resultados

### Fase de ranqueamento
Apenas as 16 primeiras equipes no total combinado avançam para a fase eliminatória.
| Pos. | CON                | Arqueiros                                 | Total       | 10s | Xs |
| ---- | ------------------ | ----------------------------------------- | ----------- | --- | -- |
| 1    | KOR Coreia do Sul  | Kim Woo-jin Lim Si-hyeon                  | 1380        | 91  | 38 |
| 2    | GER Alemanha       | Florian Unruh Michelle Kroppen            | 1351        | 70  | 29 |
| 3    | USA Estados Unidos | Brady Ellison Casey Kaufhold              | 1349        | 68  | 23 |
| 4    | CHN China          | Wang Yan Yang Xiaolei                     | 1348        | 68  | 23 |
| 5    | IND Índia          | Dhiraj Bommadevara Ankita Bhakat          | 1347        | 69  | 23 |
| 6    | TUR Turquia        | Mete Gazoz Elif Berra Gökkır              | 1347        | 68  | 27 |
| 7    | MEX México         | Matías Grande Alejandra Valencia          | 1345        | 67  | 26 |
| 8    | FRA França         | Baptiste Addis Amélie Cordeau[a]          | 1339        | 64  | 22 |
| 9    | ITA Itália         | Mauro Nespoli Chiara Rebagliati           | 1333        | 63  | 22 |
| 10   | BRA Brasil         | Marcus D'Almeida Ana Luiza Caetano        | 1333        | 56  | 15 |
| 11   | JPN Japão          | Junya Nakanishi Satsuki Noda              | 1329        | 58  | 18 |
| 12   | INA Indonésia      | Arif Dwi Pangestu Diananda Choirunisa     | 1326        | 63  | 19 |
| 13   | ESP Espanha        | Pablo Acha Elia Canales                   | 1324        | 55  | 28 |
| 14   | UZB Uzbequistão    | Amirkhon Sadikov Ziyodakhon Abdusattorova | 1323        | 54  | 18 |
| 15   | COL Colômbia       | Santiago Arcila Ana Rendón                | 1322        | 60  | 11 |
| 16   | TPE Taipé Chinês   | Tai Yu-hsuan Lei Chien-ying               | 1317(SO:19) | 58  | 15 |
|      |                    |                                           |             |     |    |
| 17   | NED Países Baixos  | Steve Wijler Gabriela Schloesser          | 1317(SO:18) | 53  | 20 |
| 18   | ISR Israel         | Roy Dror Mikaella Moshe                   | 1315        | 57  | 21 |
| 19   | GBR Grã-Bretanha   | Alex Wise Bryony Pitman                   | 1310        | 49  | 15 |
| 20   | CAN Canadá         | Eric Peters Virginie Chénier              | 1308        | 47  | 20 |
| 21   | UKR Ucrânia        | Mykhailo Usach Veronika Marchenko         | 1308        | 43  | 10 |
| 22   | MDA Moldávia       | Dan Olaru Alexandra Mîrca                 | 1302        | 58  | 13 |
| 23   | SLO Eslovênia      | Žiga Ravnikar Žana Pintarič               | 1301        | 52  | 17 |
| 24   | VIE Vietnã         | Lê Quốc Phong Đỗ Thị Ánh Nguyệt           | 1300        | 45  | 14 |
| 25   | CZE Chéquia        | Adam Li Marie Horáčková                   | 1278        | 44  | 18 |
| 26   | AUS Austrália      | Peter Boukouvalas Laura Paeglis           | 1278        | 37  | 13 |
| 27   | EGY Egito          | Youssof Tolba Jana Ali                    | 1197        | 29  | 11 |

a  Cordeau foi substituída por Lisa Barbelin nas fases eliminatórias.

### Fase eliminatória
As fases de oitavas de final até a definição dos medalhistas ocorreu em 2 de agosto de 2024.
| Oitavas de final | Oitavas de final   | Oitavas de final | Oitavas de final | Oitavas de final | Oitavas de final | Oitavas de final | Oitavas de final |  |    | Quartas de final | Quartas de final   | Quartas de final | Quartas de final | Quartas de final | Quartas de final | Quartas de final | Quartas de final |  |   | Semifinais         | Semifinais | Semifinais | Semifinais | Semifinais | Semifinais | Semifinais | Semifinais |  |                     | Final               | Final               | Final               | Final               | Final               | Final               | Final               | Final |
|                  |                    |                  |                  |                  |                  |                  |                  |  |    |                  |                    |                  |                  |                  |                  |                  |                  |  |   |                    |            |            |            |            |            |            |            |  |                     |                     |                     |                     |                     |                     |                     |                     |       |
| 1                | KOR Coreia do Sul  | 5                | 37               | 39               | 37               | 38               | 20               |  |    |                  |                    |                  |                  |                  |                  |                  |                  |  |   |                    |            |            |            |            |            |            |            |  |                     |                     |                     |                     |                     |                     |                     |                     |       |
| 16               | TPE Taipé Chinês   | 4                | 35               | 37               | 38               | 40               | 19               |  |    | 1                | KOR Coreia do Sul  | 6                | 34               | 39               | 38               | 40               |                  |  |   |                    |            |            |            |            |            |            |            |  |                     |                     |                     |                     |                     |                     |                     |                     |       |
| 9                | ITA Itália         | 6                | 38               | 39               | 36               |                  |                  |  | 9  | ITA Itália       | 2                  | 38               | 37               | 36               | 38               |                  |                  |  |   |                    |            |            |            |            |            |            |            |  |                     |                     |                     |                     |                     |                     |                     |                     |       |
| 8                | FRA França         | 0                | 37               | 36               | 35               |                  |                  |  |    |                  |                    |                  |                  |                  |                  |                  |                  |  | 1 | KOR Coreia do Sul  | 6          | 36         | 38         | 38         | 39         |            |            |  |                     |                     |                     |                     |                     |                     |                     |                     |       |
| 5                | IND Índia          | 5                | 37               | 38               | 38               |                  |                  |  |    |                  |                    |                  |                  |                  |                  |                  |                  |  | 5 | IND Índia          | 2          | 38         | 35         | 37         | 38         |            |            |  |                     |                     |                     |                     |                     |                     |                     |                     |       |
| 12               | INA Indonésia      | 1                | 36               | 38               | 37               |                  |                  |  |    | 5                | IND Índia          | 5                | 38               | 38               | 36               | 37               |                  |  |   |                    |            |            |            |            |            |            |            |  |                     |                     |                     |                     |                     |                     |                     |                     |       |
| 13               | ESP Espanha        | 6                | 39               | 36               | 37               | 39               |                  |  | 13 | ESP Espanha      | 3                  | 37               | 38               | 37               | 36               |                  |                  |  |   |                    |            |            |            |            |            |            |            |  |                     |                     |                     |                     |                     |                     |                     |                     |       |
| 4                | CHN China          | 2                | 37               | 36               | 37               | 38               |                  |  |    |                  |                    |                  |                  |                  |                  |                  |                  |  |   |                    |            |            |            |            |            |            |            |  |                     | 1                   | KOR Coreia do Sul   | 6                   | 38                  | 36                  | 36                  |                     |       |
| 3                | USA Estados Unidos | 6                | 38               | 37               | 38               |                  |                  |  |    |                  |                    |                  |                  |                  |                  |                  |                  |  |   |                    |            |            |            |            |            |            |            |  |                     | 2                   | GER Alemanha        | 0                   | 35                  | 35                  | 35                  |                     |       |
| 14               | UZB Uzbequistão    | 0                | 34               | 36               | 37               |                  |                  |  |    | 3                | USA Estados Unidos | 5                | 38               | 36               | 39               | 37               |                  |  |   |                    |            |            |            |            |            |            |            |  |                     |                     |                     |                     |                     |                     |                     |                     |       |
| 11               | JPN Japão          | 5                | 38               | 38               | 39               | 36               | 19+              |  | 11 | JPN Japão        | 3                  | 36               | 40               | 37               | 37               |                  |                  |  |   |                    |            |            |            |            |            |            |            |  |                     |                     |                     |                     |                     |                     |                     |                     |       |
| 6                | TUR Turquia        | 4                | 37               | 39               | 37               | 40               | 19               |  |    |                  |                    |                  |                  |                  |                  |                  |                  |  | 3 | USA Estados Unidos | 3          | 39         | 37         | 37         | 34         |            |            |  |                     |                     |                     |                     |                     |                     |                     |                     |       |
| 7                | MEX México         | 5                | 37               | 36               | 37               |                  |                  |  |    |                  |                    |                  |                  |                  |                  |                  |                  |  | 2 | GER Alemanha       | 5          | 38         | 38         | 37         | 39         |            |            |  |                     |                     |                     |                     |                     |                     |                     |                     |       |
| 10               | BRA Brasil         | 1                | 36               | 36               | 36               |                  |                  |  |    | 7                | MEX México         | 1                | 37               | 38               | 38               |                  |                  |  |   |                    |            |            |            |            |            |            |            |  | Disputa pelo bronze | Disputa pelo bronze | Disputa pelo bronze | Disputa pelo bronze | Disputa pelo bronze | Disputa pelo bronze | Disputa pelo bronze | Disputa pelo bronze |       |
| 15               | COL Colômbia       | 4                | 38               | 37               | 36               | 34               | 17               |  | 2  | GER Alemanha     | 5                  | 38               | 38               | 39               |                  |                  |                  |  |   |                    |            |            |            |            |            |            |            |  | 5                   | IND Índia           | 2                   | 37                  | 35                  | 38                  | 35                  |                     |       |
| 2                | GER Alemanha       | 5                | 37               | 39               | 35               | 37               | 18               |  |    |                  |                    |                  |                  |                  |                  |                  |                  |  |   |                    |            |            |            |            |            |            |            |  |                     | 3                   | USA Estados Unidos  | 6                   | 38                  | 37                  | 34                  | 37                  |       |